# Persone di cognome Daniels
| Questa pagina contiene informazioni ricavate automaticamente dalle voci biografiche con l'ausilio del template Bio e di un bot. L'aggiornamento è periodico e automatico e ricostruisce completamente la pagina. Se manca una persona in questa lista, sei pregato di non aggiungerla, ma accertati piuttosto che la sua voce biografica contenga il template Bio e che i dati anagrafici siano correttamente compilati. Se il template Bio manca, inseriscilo tu stesso o, in alternativa, metti l'avviso {{tmp\|Bio}} che ne segnala la mancanza. Se i dati riportati sono sbagliati, correggi direttamente la voce biografica; le modifiche saranno visibili in questa lista entro pochi giorni. Per chiarimenti vedi il progetto antroponimi. La lista contiene solo le 63 persone che sono citate nell'enciclopedia e per le quali è stato implementato correttamente il template Bio. Pagina aggiornata al 23 giu 2025. |

Questa è una lista di persone presenti nell'enciclopedia che hanno il cognome Daniels, suddivise per attività principale.

## Attori(9)
- Anthony Daniels, attore britannico (Salisbury, n. 1946)
- Ben Daniels, attore inglese (Nuneaton, n. 1964)
- Frank Daniels, attore e cantante statunitense (Dayton, n. 1856 - West Palm Beach, † 1935)
- Gary Daniels, attore e artista marziale britannico (Londra, n. 1963)
- Jeff Daniels, attore, commediografo e musicista statunitense (Athens, n. 1955)
- Phil Daniels, attore britannico (Londra, n. 1958)
- Mickey Daniels, attore statunitense (Rock Springs, n. 1914 - San Diego, † 1970)
- Spencer Daniels, attore statunitense (Tarzana, n. 1992)
- William Daniels, attore statunitense (New York, n. 1927)

## Attrici(3)
- Bebe Daniels, attrice, cantante e ballerina statunitense (Dallas, n. 1901 - Londra, † 1971)
- Erin Daniels, attrice statunitense (St. Louis, n. 1973)
- Lisa Daniels, attrice, produttrice cinematografica e produttrice televisiva britannica (Birmingham, n. 1930 - Hollywood, † 2010)

## Bassisti(1)
- Traa Daniels, bassista statunitense (Cleveland, n. 1970)

## Calciatori(7)
- Barney Daniels, calciatore inglese (Salford, n. 1950 - † 2025)
- Charlie Daniels, ex calciatore inglese (Harlow, n. 1986)
- Clayton Daniels, calciatore sudafricano (Città del Capo, n. 1984)
- Donervon Daniels, calciatore montserratiano (n. 1993)
- Jake Daniels, calciatore inglese (Blackpool, n. 2005)
- Joshua Daniels, calciatore nordirlandese (Derry, n. 1996)
- Luke Daniels, ex calciatore inglese (Bolton, n. 1988)

## Cantanti(2)
- Beni, cantante giapponese (Prefettura di Okinawa, n. 1986)
- Adeva, cantante statunitense (Paterson, n. 1960)

## Cestisti(13)
- Chris Daniels, cestista statunitense (San Antonio, n. 1984)
- Mel Daniels, cestista e allenatore di pallacanestro statunitense (Detroit, n. 1944 - Sheridan, † 2015)
- Will Daniels, cestista statunitense (Poughkeepsie, n. 1986)
- Antonio Daniels, ex cestista statunitense (Columbus, n. 1975)
- David Daniels, ex cestista e allenatore di pallacanestro canadese (Fort St. John, n. 1971)
- DeAndre Daniels, cestista statunitense (Los Angeles, n. 1992)
- Devon Daniels, cestista statunitense (Battle Creek, n. 1998)
- Dyson Daniels, cestista australiano (Bendigo, n. 2003)
- Erik Daniels, ex cestista statunitense (Cincinnati, n. 1982)
- Lloyd Daniels, ex cestista statunitense (Brooklyn, n. 1967)
- Marquis Daniels, ex cestista statunitense (Jasper, n. 1981)
- Travis Daniels, cestista statunitense (Eutaw, n. 1992)
- Troy Daniels, cestista statunitense (Roanoke, n. 1991)

## Compositori(1)
- Charlie Daniels, compositore, violinista e chitarrista statunitense (Wilmington, n. 1936 - Nashville, † 2020)

## Contraltisti(1)
- David Daniels, contraltista statunitense (Spartanburg, n. 1966)

## Coreografi(1)
- Danny Daniels, coreografo, danzatore e attore statunitense (Albany, n. 1924 - Santa Monica, † 2017)

## Direttori della fotografia(1)
- William H. Daniels, direttore della fotografia statunitense (Cleveland, n. 1901 - Los Angeles, † 1970)

## Giocatori di football americano(9)
- B.J. Daniels, ex giocatore di football americano statunitense (Tallahassee, n. 1989)
- DaVaris Daniels, giocatore di football americano statunitense (Vernon Hills, n. 1992)
- Darrell Daniels, giocatore di football americano statunitense (Pittsburgh, n. 1994)
- David Daniels, ex giocatore di football americano statunitense (Sarasota, n. 1969)
- James Daniels, giocatore di football americano statunitense (Warren, n. 1997)
- Jayden Daniels, giocatore di football americano statunitense (San Bernardino, n. 2000)
- Mike Daniels, giocatore di football americano statunitense (Blackwood, n. 1989)
- Owen Daniels, ex giocatore di football americano statunitense (Naperville, n. 1982)
- Phillip Daniels, ex giocatore di football americano e allenatore di football americano statunitense (Donalsonville, n. 1973)

## Musicisti(1)
- Eddie Daniels, musicista e compositore statunitense (New York, n. 1941)

## Navigatori(1)
- Sid Daniels, marinaio inglese (Portsmouth, n. 1893 - Portsmouth, † 1983)

## Nuotatori(1)
- Charlie Daniels, nuotatore statunitense (Dayton, n. 1885 - Carmel Valley Village, † 1973)

## Pallanuotisti(1)
- Harry Daniels, pallanuotista statunitense (Boston, n. 1900 - Chicago, † 1965)

## Politici(2)
- Josephus Daniels, politico e editore statunitense (Washington, n. 1862 - Raleigh, † 1948)
- Mitch Daniels, politico statunitense (Monongahela, n. 1949)

## Registi(1)
- Lee Daniels, regista, sceneggiatore e produttore cinematografico statunitense (Filadelfia, n. 1959)

## Sciatori alpini(1)
- Nick Daniels, ex sciatore alpino statunitense (Tahoe City, n. 1991)

## Scrittori(2)
- Greg Daniels, scrittore, regista e produttore televisivo statunitense (n. 1963)
- Les Daniels, scrittore statunitense (n. 1943 - Providence, † 2011)

## Soprani(1)
- Barbara Daniels, soprano statunitense (Newark, n. 1946)

## Taekwondoka(1)
- Raymond Daniels, taekwondoka, karateka e kickboxer statunitense (Sun Valley, n. 1980)

## Velociste(2)
- Isabelle Daniels, velocista statunitense (Jakin, n. 1937 - Atlanta, † 2017)
- Teahna Daniels, velocista statunitense (Orlando, n. 1997)

## Senza attività specificata(1)
- Jack Daniels, ex pentatleta statunitense (Detroit, n. 1933)